# David Lelei
David Lelei (né le 10 mai 1971 - mort le 17 février 2010) est un athlète kényan, spécialiste du demi-fond.

## Biographie
En février 2010, David Lelei meurt dans un accident de voiture au Kenya. Il était accompagné d'un autre athlète, Moses Tanui, qui n'est que légèrement blessé dans l'accident.

### Palmarès
| Date | Compétition                    | Lieu         | Résultat | Épreuve | Performance   |
| ---- | ------------------------------ | ------------ | -------- | ------- | ------------- |
| 1999 | Championnats du monde          | Séville      | 7e       | 1 500 m | 3 min 33 s 82 |
| 1999 | Jeux africains                 | Johannesburg | 2e       | 1 500 m | 3 min 40 s 46 |
| 2001 | Championnats du monde en salle | Lisbonne     | 4e       | 800 m   | 1 min 46 s 88 |

### Records
| Épreuve      | Épreuve      | Performance   | Lieu      | Date            |
| ------------ | ------------ | ------------- | --------- | --------------- |
| 800 mètres   | En plein air | 1 min 43 s 97 | Melbourne | 2 mars 2000     |
| 800 mètres   | En salle     | 1 min 45 s 65 | Stockholm | 15 février 2001 |
| 1 500 mètres | En plein air | 3 min 31 s 53 | Stuttgart | 19 juillet 1998 |
| 1 500 mètres | En salle     | 3 min 37 s 84 | Stuttgart | 15 février 2001 |